# Regione della Grande Accra
La Regione della Grande Accra (in inglese Greater Accra Region) è una delle dieci regioni del Ghana. La capitale della regione è Accra, capitale anche del paese. Con una popolazione complessiva di 4 010 054 di abitanti, la Grande Accra è la seconda regione più popolosa del Ghana dopo l'Ashanti; è invece la più piccola per estensione (3.245 km²).
La regione si affaccia sul Golfo di Guinea per uno sviluppo costiero di circa 225 km da Kokrobite a ovest fino ad Ada ad est ed è compresa nella fascia equatoriale caratterizzata da clima secco e temperature medie tra i 20 e 30 °C, la maggioranza delle precipitazioni si concentrano nei mesi di giugno e ottobre.
L'attività agricola è svolta prevalentemente nei distretti orientali e settentrionali. I fiumi principali che attraversano la regione sono il Volta e il Densu, numerosi corsi d'acqua minori sfociano nel mare formando stagni e lagune nella parte più orientale della regione si trova l'estuario del Volta.
Nell'area è prevalente la popolazione Ga-Dangme, patriarcale, patrilineare e patrilocale, la lingua parlata è un ramo della lingua Kwa ed è un'unione delle lingue simili Ga e Adangme.
Nella regione si trova la capitale del paese, Accra, si concentrano qui diverse infrastrutture tra cui l'aeroporto Internazionale Kotoka, 'Accra Sports Stadium, il Kwame Nkrumah Mausoleum, il W. E. B. Du Bois Memorial Centre for Pan African Culture oltre a numerose autostrade.
Nella parte orientale della regione si trova una delle due zone umide del paese, la laguna di Songor.

## Distretti

Distretti della regione della Grande Accra

La regione della Grande Accra è suddivisa in 29 distretti:
| Distretto                                     | Capoluogo         | Tipo                    |
| --------------------------------------------- | ----------------- | ----------------------- |
| Distretto municipale di Ablekuma Centrale     | Lartebiokorshie   | Distretto municipale    |
| Distretto municipale di Ablekuma Nord         | Darkuman          | Distretto municipale    |
| Distretto municipale di Ablekuma Ovest        | Dansoman          | Distretto municipale    |
| Distretto metropolitano di Accra              | Accra             | Distretto metropolitano |
| Distretto di Ada Est                          | Ada Foah          | Distretto ordinario     |
| Distretto di Ada Ovest                        | Sege              | Distretto ordinario     |
| Distretto municipale di Adenta                | Adenta            | Distretto municipale    |
| Distretto municipale di Ashaiman              | Ashaiman          | Distretto municipale    |
| Distretto municipale di Ayawaso Centrale      | Kokomlemle        | Distretto municipale    |
| Distretto municipale di Ayawaso Est           | Nima              | Distretto municipale    |
| Distretto municipale di Ayawaso Nord          | Accra New Town    | Distretto municipale    |
| Distretto municipale di Ayawaso Ovest         | Dzorwulu          | Distretto municipale    |
| Distretto municipale di Ga Centrale           | Sowutuom          | Distretto municipale    |
| Distretto municipale di Ga Est                | Abokobi           | Distretto municipale    |
| Distretto municipale di Ga Nord               | Amomole           | Distretto municipale    |
| Distretto municipale di Ga Sud                | Ngleshie Amanfro  | Distretto municipale    |
| Distretto municipale di Ga Ovest              | Amasaman          | Distretto municipale    |
| Distretto municipale di Korle-Klottey         | Osu               | Distretto municipale    |
| Distretto municipale di Kpone-Katamanso       | Kpone             | Distretto municipale    |
| Distretto municipale di Krowor                | Nungua            | Distretto municipale    |
| Distretto municipale di La-Dade-Kotopon       | La                | Distretto municipale    |
| Distretto municipale di La-Nkwantanang-Madina | Madina            | Distretto municipale    |
| Distretto municipale di Ledzokuku             | Teshie            | Distretto municipale    |
| Distretto di Ningo-Prampram                   | Prampram          | Distretto ordinario     |
| Distretto municipale di Okaikwei Nord         | Tesano            | Distretto municipale    |
| Distretto di Shai Osudoku                     | Dodowa            | Distretto ordinario     |
| Distretto metropolitano di Tema               | Tema              | Distretto metropolitano |
| Distretto municipale di Tema Ovest            | Tema Community 18 | Distretto municipale    |
| Distretto municipale di Weija Gbawe           | Weija             | Distretto municipale    |